# Seznam španskih golfistov
Seznam španskih golfistov.

## B
- Severiano Ballesteros

## G
- Sergio García

## J
- Miguel Ángel Jiménez

## O
- José María Olazábal